# Los Angeles Sparks 2007
La stagione 2007 delle Los Angeles Sparks fu l'11ª nella WNBA per la franchigia.
Le Los Angeles Sparks arrivarono seste nella Western Conference con un record di 10-24, non qualificandosi per i play-off.

## Roster
| N° | Naz.                    | Ruolo | Sportivo           | Anno | Alt. | Peso |
| -- | ----------------------- | ----- | ------------------ | ---- | ---- | ---- |
| 00 | Stati Uniti (bandiera)  | C     | Murriel Page       | 1975 | 188  | 73   |
| 1  | Stati Uniti (bandiera)  | A     | Chamique Holdsclaw | 1977 | 188  | 78   |
| 2  | Stati Uniti (bandiera)  | G     | Temeka Johnson     | 1982 | 160  | 66   |
| 3  | Stati Uniti (bandiera)  | C     | Taj McWilliams     | 1970 | 188  | 85   |
| 4  | RD del Congo (bandiera) | G     | Mwadi Mabika       | 1976 | 180  | 75   |
| 5  | Spagna (bandiera)       | A     | Marta Fernández    | 1981 | 180  | 63   |
| 6  | Stati Uniti (bandiera)  | A     | Sidney Spencer     | 1985 | 191  | 83   |
| 8  | Stati Uniti (bandiera)  | G     | Kiesha Brown       | 1979 | 178  | 61   |
| 10 | Stati Uniti (bandiera)  | G     | Sherill Baker      | 1982 | 173  | 57   |
| 21 | Stati Uniti (bandiera)  | A     | LaToya Thomas      | 1981 | 188  | 75   |
| 31 | Stati Uniti (bandiera)  | AC    | Jessica Moore      | 1982 | 191  | 79   |
| 32 | Stati Uniti (bandiera)  | A     | Christi Thomas     | 1982 | 191  | 84   |
| 33 | Stati Uniti (bandiera)  | C     | Iciss Tillis       | 1981 | 196  | 75   |
| 40 | Stati Uniti (bandiera)  | G     | Lisa Willis        | 1984 | 180  | 77   |
| 44 | Stati Uniti (bandiera)  | C     | Tye'sha Fluker     | 1984 | 196  | 95   |

## Staff tecnico
- Allenatore: Michael Cooper
- Vice-allenatori: Michael Abraham, Margaret Mohr
- Preparatore atletico: Marco Nunez